# Saison 3 de New York, crime organisé
Chronologie
Saison 2 Saison 4
Cet article, présente la troisième saison de la série télévisée américaine New York, crime organisé  (Law and Order: Organized Crime).

## Distribution

### Acteurs principaux
- Danielle Moné Truitt (en) (VF : Géraldine Asselin) : le sergent Ayanna Bell
- Christopher Meloni (VF : Jérôme Rebbot) : détective Elliot Stabler
- Ainsley Seiger (en) (VF : Margaux Maillet) : détective Jet Slootmaekers
- Brent Antonello (VF : Thibaut Lacour) : détective Jamie Whelan (épisodes 2 à 22)
- Rick Gonzalez : détective Bobby Reyes (épisodes 2 à 22)
- Janel Moloney (VF : Natacha Muller) : Major Lillian Goldfarb (épisodes 3, 5, 6, 8, 9)
- James Roch (JR Lemon (en)) : Major Ray Thurman (épisodes 10, 11, 12, 13, 14, 16, 17, 19)

### Acteurs récurrents
- Gus Halper (en) (VF : Martin Faliu) : Teddy Silas (épisode 2, 3, 4, 7, 8, 12, 13, 14)
- Camilla Belle (VF : Christine Braconnier) : Pearl Serrano (épisode 2, 3, 4, 6, 7, 8)
- Wass Stevens : Dominic Russo (épisodes 2, 3, 4)
- Kevin Corrigan (VF : Guillaume Bourboulon) : Vincent Bishop (épisodes 2, 3, 4)
- Michael Drayer (VF : Jean Rieffel) : Kenny Kyle (épisodes 2, 3, 4)
- John Doman (VF : Philippe Dumond) : Robert Silas (épisodes 2, 4, 8, 9)
- Christopher Cassarino (VF : Laurent Maurel) : Vaughn Davis (épisodes 5 et 6)
- Pooch Hall : Dante Scott (épisodes 5 et 6)
- Daniel Jenkins (en) : Leonard Baker (épisodes 5 et 6)
- Ayelet Zurer (VF : Déborah Perret) : Agent Tia Leonetti (épisodes 7 et 8)

### Invités deNew York, unité spéciale
- Mariska Hargitay (VF : Dominique Dumont) : capitaine Olivia Benson (épisodes 1, 21, 22)
- Kelli Giddish (VF : Anne Dolan) : détective / professeur Amanda Rollins (épisodes 1, 5, 21, 22)
- Octavio Pisano (VF : Jérémy Bardeau) : inspecteur Joe Velasco (épisodes 1 et 22)
- Ice-T (VF : Jean-Paul Pitolin) : sergent Odafin Tutuola (épisode 22)
- Peter Scanavino (VF : Jérôme Pauwels) : substitut du procureur Dominick "Sonny" Carisi Jr. (épisode 22)
- Molly Burnett (en) (VF : Chloé Berthier) : détective Grace Muncy (épisode 22)

### Invités deNew York, police judiciaire
- Jeffrey Donovan (VF : Yann Guillemot) : détective Frank Cosgrove (épisode 1)
- Mehcad Brooks (VF : Frantz Confiac) : détective Jalen Shaw (épisode 1)
- Camryn Manheim (VF : Josiane Pinson) : lieutenant Kate Dixon (épisode 1)

## Liste des épisodes

### Épisode 1:Le Rêve américain
- États-Unis : 22 septembre 2022[1] sur NBC
- France : 10 avril 2023[2] sur 13ème rue

- États-Unis : 4,97 millions de téléspectateurs (première diffusion)

- Mariska Hargitay : capitaine Olivia Benson
- Kelli Giddish : détective / professeur Amanda Rollins
- Octavio Pisano : inspecteur Joe Velasco
- Jeffrey Donovan : détective Frank Cosgrove
- Mehcad Brooks : détective Jalen Shaw
- Camryn Manheim : lieutenant Kate Dixon

### Épisode 2:Les Dés sont jetés
- États-Unis : 29 septembre 2022 sur NBC
- France : 10 avril 2023 sur 13ème rue

- États-Unis : 3,60 millions de téléspectateurs (première diffusion)

Bryan Goluboff

### Épisode 3:Attrape-moi si tu peux
- États-Unis : 6 octobre 2022 sur NBC
- France : 17 avril 2023 sur 13ème rue

- États-Unis : 3,00 millions de téléspectateurs (première diffusion)

### Épisode 4:Larguer les amarres
- États-Unis : 13 octobre 2022 sur NBC
- France : 17 avril 2023 sur 13ème rue

- États-Unis : 3,12 millions de téléspectateurs (première diffusion)

### Épisode 5:Des yeux bleus de folie
- États-Unis : 27 octobre 2022 sur NBC
- France : 24 avril 2023 sur 13ème rue

- États-Unis : 3,18 millions de téléspectateurs (première diffusion)

- Kelli Giddish : détective / professeur Amanda Rollins

### Épisode 6:Les Démons du passé
- États-Unis : 3 novembre 2022 sur NBC
- France : 24 avril 2023 sur 13ème rue

- États-Unis : 2,93 millions de téléspectateurs (première diffusion)

### Épisode 7:Tout ce qui brille
- États-Unis : 10 novembre 2022 sur NBC
- France : 1er mai 2023 sur 13ème rue

- États-Unis : 3,00 millions de téléspectateurs (première diffusion)

### Épisode 8:Un air de changement
- États-Unis : 17 novembre 2022 sur NBC
- France : 1er mai 2023 sur 13ème rue

- États-Unis : 3,49 millions de téléspectateurs (première diffusion)

### Épisode 9:Le Dernier Noël
- États-Unis : 8 décembre 2022 sur NBC
- France : 8 mai 2023 sur 13ème rue

- États-Unis : 3,28 millions de téléspectateurs (première diffusion)

### Épisode 10:Le Piège
- États-Unis : 5 janvier 2023 sur NBC
- France : 15 mai 2023 sur 13ème rue

- États-Unis : 3,79 millions de téléspectateurs (première diffusion)

### Épisode 11:Tout à l'ego
- États-Unis : 12 janvier 2023 sur NBC
- France : 22 mai 2023 sur 13ème rue

- États-Unis : 3,39 millions de téléspectateurs (première diffusion)

### Épisode 12:Partenariat
- États-Unis : 26 janvier 2023 sur NBC
- France : 29 mai 2023 sur 13ème rue

- États-Unis : 4,16 millions de téléspectateurs (première diffusion)

### Épisode 13:Sur la brèche
- États-Unis : 2 février 2023 sur NBC
- France : 5 juin 2023 sur 13ème rue

- États-Unis : 3,65 millions de téléspectateurs (première diffusion)

### Épisode 14:Amertume
- États-Unis : 16 février 2023 sur NBC
- France : 5 juin 2023 sur 13ème rue

- États-Unis : 3,45 millions de téléspectateurs (première diffusion)

### Épisode 15:Œil pour œil
- États-Unis : 23 février 2023 sur NBC
- France : 12 juin 2023 sur 13ème rue

- États-Unis : 3,65 millions de téléspectateurs (première diffusion)

### Épisode 16:Chinatown
- États-Unis : 23 mars 2023 sur NBC
- France : 12 juin 2023 sur 13ème rue

- États-Unis : 3,24 millions de téléspectateurs (première diffusion)

### Épisode 17:Les Liens du sang
- États-Unis : 30 mars 2023 sur NBC
- France : 19 juin 2023 sur 13ème rue

- États-Unis : 2,88 millions de téléspectateurs (première diffusion)

### Épisode 18:Un terrain de chasse
- États-Unis : 6 avril 2023 sur NBC
- France : 19 juin 2023 sur 13ème rue

- États-Unis : 3,29 millions de téléspectateurs (première diffusion)

### Épisode 19:Une issue diplomatique
- États-Unis : 27 avril 2023 sur NBC
- France : 26 juin 2023 sur 13ème rue

- États-Unis : 3,24 millions de téléspectateurs (première diffusion)

- Ellen Burstyn (VF : Sylvie Genty) : Bernadette Stabler

### Épisode 20:Assassins à louer
- États-Unis : 4 mai 2023 sur NBC
- France : 26 juin 2023 sur 13ème rue

- États-Unis : 3,08 millions de téléspectateurs (première diffusion)

- Ellen Burstyn (VF : Sylvie Genty) : Bernadette Stabler

### Épisode 21:Dans l'ombre
- États-Unis : 11 mai 2023 sur NBC
- France : 3 juillet 2023 sur 13ème rue

- États-Unis : 3,48 millions de téléspectateurs (première diffusion)

- Mariska Hargitay : capitaine Olivia Benson
- Kelli Giddish : détective / professeur Amanda Rollins

### Épisode 22:Apparence trompeuse
- États-Unis : 18 mai 2023[3] sur NBC
- France : 3 juillet 2023[4] sur 13ème rue

- États-Unis : 4,00 millions de téléspectateurs (première diffusion)

- Mariska Hargitay : capitaine Olivia Benson
- Kelli Giddish : détective / professeur Amanda Rollins
- Octavio Pisano : inspecteur Joe Velasco
- Ice-T : sergent Odafin Tutuola
- Peter Scanavino : substitut du procureur Dominick "Sonny" Carisi Jr.
- Molly Burnett (en) : détective Grace Muncy